# Nerw przedsionkowo-ślimakowy

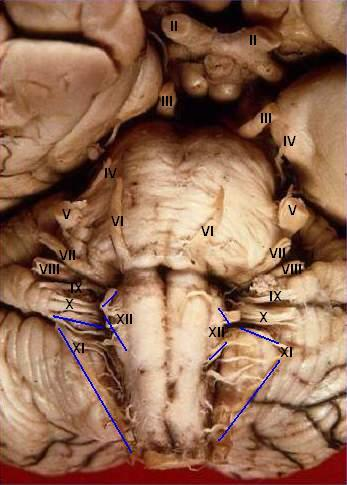
Nerw przedsionkowo-ślimakowy (VIII)

Nerw przedsionkowo-ślimakowy (łac. nervus vestibulocochlearis) – w anatomii człowieka VIII nerw czaszkowy unerwiający ucho wewnętrzne i łączący je z mózgowiem. Nerw ten przekazuje informacje słuchowe ze ślimaka i informacje dotyczące przyspieszeń liniowych i kątowych z kanałów półkolistych i łagiewki. Dawniej używana nazwa: nerw statyczno-słuchowy.
Nerw przedsionkowo-ślimakowy początkowo dzieli się na dwie części:
- część przedsionkową z receptorami leżącymi w:
  - plamkach łagiewki
  - plamkach woreczka
  - grzebieni bańkowych
- część ślimakową (nerw słuchowy) z receptorami leżącymi w:
  - komórkach rzęsatych wewnętrznych i zewnętrznych narządu Cortiego

Włókna z części przedsionkowej zbierają się w zwoju przedsionkowym.
Włókna z części ślimakowej (nerw ślimakowy) zbierają się w zwoju spiralnym ślimaka. Nerw ślimakowy człowieka składa się z około 30 000 zmielinizowanych aksonów neuronów zwoju spiralnego ślimaka.
Włókna wychodzące z obu zwojów łączą się w jeden nerw przedsionkowo-ślimakowy i razem wnikają do mózgu na granicy mostu i rdzenia przedłużonego.
Nerw przedsionkowo-ślimakowy jest pierwszym odcinkiem drogi słuchowej.